# Contea di Coleman
La contea di Coleman (in inglese Coleman County) è una contea dello Stato del Texas, negli Stati Uniti. La popolazione al censimento del 2000 era di 8 895 abitanti. Il capoluogo di contea è Coleman. La contea è stata fondata nel 1858 e organizzata nel 1864. Il nome della contea deriva da Robert M. Coleman, un firmatario della Dichiarazione d'indipendenza del Texas.

## Storia
Nel 10 000 a.C. i nativi americani sono i primi abitanti della zona. Si stanziano successivamente i Jumano, i Lipan Apache, e i Comanche.

## Geografia fisica
| Anno | Popolazione | ±%     |
| ---- | ----------- | ------ |
| 1870 | 347         |        |
| 1880 | 3,603       | 938.3% |
| 1890 | 6,112       | 69.6%  |
| 1900 | 10,077      | 64.9%  |
| 1910 | 22,618      | 124.5% |
| 1920 | 18,805      | −16.9% |
| 1930 | 23,669      | 25.9%  |
| 1940 | 20,571      | −13.1% |
| 1950 | 15,503      | −24.6% |
| 1960 | 12,458      | −19.6% |
| 1970 | 10,288      | −17.4% |
| 1980 | 10,439      | 1.5%   |
| 1990 | 9,710       | −7.0%  |
| 2000 | 9,235       | −4.9%  |
| 2010 | 8,895       | −3.7%  |

Secondo l'Ufficio del censimento degli Stati Uniti d'America la contea ha un'area totale di 1281 miglia quadrate (3320 km²), di cui 1262 miglia quadrate (3270 km²) sono terra, mentre 19 miglia quadrate (49 km², corrispondenti all'1,5% del territorio) sono costituiti dall'acqua.

### Strade principali
- U.S. Highway 67
- U.S. Highway 84
- U.S. Highway 283
- State Highway 153
- State Highway 206

### Contee adiacenti
- Callahan County (nord)
- Brown County (est)
- McCulloch County (sud)
- Concho County (sud-ovest)
- Runnels County (ovest)
- Taylor County (nord-ovest)

## Educazione
I seguenti distretti scolastici servono la contea di Coleman:
- Bangs ISD (soprattutto nella contea di Brown)
- Coleman ISD
- Cross Plains ISD (soprattutto nella contea di Callahan; in piccola parte ad Eastland)
- Panther Creek Consolidated ISD (piccola parte nella contea di Runnels)
- Santa Anna ISD